# Ionela Cozmiuc
Ionela Livia Cozmiuc z domu Lehaci (ur. 3 stycznia 1995 w Kimpulungu) – rumuńska wioślarka, uczestniczka igrzysk olimpijskich w Rio de Janeiro. Jest dwukrotną medalistką mistrzostw świata z lat 2017 i 2018 w kategorii dwójka podwójna wagi lekkiej.

## Igrzyska olimpijskie
Wzięła udział w dwójce podwójnej wagi lekkiej podczas igrzysk w 2016 roku. Jej partnerką była Gianina-Elena Beleaga. Dotarły do finału B, gdzie z czasem 7:24,61 zajęła drugie miejsce, co dało im 8. pozycję w końcowej klasyfikacji.